# 베티 인 뉴욕
《베티 인 뉴욕》(스페인어: Betty en NY 베티 엔 NY[*])은 2019년 방영된 미국의 텔레노벨라이다.